# Théâtre d'Opéra Spatial
Théâtre d'Opéra Spatial (en español: Teatro de Ópera Espacial) es una pintura creada por Jason M. Allen utilizando la plataforma de Inteligencia Artificial generativa Midjourney. La pintura se convirtió en noticia cuando ganó el concurso anual de bellas artes de la Feria Estatal de Colorado el 5 de septiembre de 2022, convirtiéndose en una de las primeras imágenes generadas por IA en ganar un premio.
Ganar el concurso de la feria en la categoría "artes digitales / fotografía manipulada digitalmente" provocó una reacción violenta de otros artistas que acusaron a Allen de hacer trampa. Allen respondió: "No me voy a disculpar por eso. Gané y no rompí ninguna regla”.
Los dos jueces de categoría no sabían que Midjourney usaba IA para generar imágenes, sin embargo posteriormente comentaron que de haber sabido esto, igualmente le habrían otorgado el premio mayor.
La imagen, creada a través de texto, se amplió con Gigapixel AI.